# Bingham (Illinois)
Bingham és una població dels Estats Units a l'estat d'Illinois. Segons el cens del 2000 tenia 117 habitants.

## Demografia
Segons el cens del 2000, Bingham tenia 117 habitants, 44 habitatges, i 27 famílies. La densitat de població era de 167,3 habitants/km².
Dels 44 habitatges en un 36,4% hi vivien nens de menys de 18 anys, en un 34,1% hi vivien parelles casades, en un 11,4% dones solteres, i en un 38,6% no eren unitats familiars. En el 27,3% dels habitatges hi vivien persones soles el 9,1% de les quals corresponia a persones de 65 anys o més que vivien soles. El nombre mitjà de persones vivint en cada habitatge era de 2,66 i el nombre mitjà de persones que vivien en cada família era de 3,3.
Per edats la població es repartia de la següent manera: un 25,6% tenia menys de 18 anys, un 16,2% entre 18 i 24, un 23,1% entre 25 i 44, un 28,2% de 45 a 60 i un 6,8% 65 anys o més.
L'edat mediana era de 33 anys. Per cada 100 dones de 18 o més anys hi havia 117,5 homes.
La renda mediana per habitatge era de 20.938 $ i la renda mediana per família de 16.250 $. Els homes tenien una renda mediana de 28.750 $ mentre que les dones 16.875 $. La renda per capita de la població era de 9.780 $. Aproximadament el 42,1% de les famílies i el 39,2% de la població estaven per davall del llindar de pobresa.

## Poblacions més properes
El següent diagrama mostra les poblacions més properes.